# Danny Fox
Daniel Fox (Winsford, Inglaterra, 29 de mayo de 1986) es un exfutbolista escocés que jugaba de defensa.

## Selección nacional
Fue internacional con la selección de fútbol de Escocia, con la que jugó 4 partidos.

## Clubes
| Club                    | País       | Año       |
| ----------------------- | ---------- | --------- |
| Gateshead F. C.         | Inglaterra | 2004      |
| Stranraer F. C.         | Escocia    | 2005      |
| Walsall F. C.           | Inglaterra | 2005-2008 |
| Coventry City F. C.     | Inglaterra | 2008-2009 |
| Celtic F. C.            | Escocia    | 2009-2010 |
| Burnley F. C.           | Inglaterra | 2010-2011 |
| Southampton F. C.       | Inglaterra | 2011-2014 |
| Nottingham Forest F. C. | Inglaterra | 2014-2019 |
| Wigan Athletic F. C.    | Inglaterra | 2019-2020 |
| S. C. East Bengal       | India      | 2020-2021 |

## Palmarés

### Campeonatos nacionales
| Título              | Club          | País       | Año  |
| ------------------- | ------------- | ---------- | ---- |
| Football League Two | Walsall F. C. | Inglaterra | 2007 |